# Bunomys coelestis
Bunomys coelestis is een knaagdier uit het geslacht Bunomys dat voorkomt op Celebes. Deze soort komt voor op 1800 tot 2500 m op de flanken van Gunung Lompobatang in het zuidwesten van Celebes. Deze soort is het nauwst verwant aan B. chrysocomus, waarvan het vaak als een ondersoort is gezien.
Bunomys andrewsi · Bunomys chrysocomus · Bunomys coelestis · Bunomys fratrorum · Bunomys penitus · Bunomys prolatus